# アレクサンダー・グラナック
アレクサンダー・グラナック（Alexander Granach、1893年4月18日 - 1945年3月14日）は、ドイツの俳優。
本名は Jessaja Gronach。ユダヤ系。ナチス・ドイツの迫害を恐れたグラナックはソ連に逃れ、そこからアメリカに渡った。アメリカで最初に出演した作品はエルンスト・ルビッチ監督の『ニノチカ』（1939年）だった。

## 出演作品
- 吸血鬼ノスフェラトゥ (1922)<未>
- 戦く影 (1923)
- 炭坑 (1931)
- ニノチカ (1939)
- パリのジャンヌ・ダーク (1942)<未>
- 死刑執行人もまた死す (1943)
- 第七の十字架 (1944)<未>